# Покровское (Кропивницкий район)
Покро́вское (укр. Покровське) — село в Первозвановской сельской общине Кропивницкого района Кировоградской области Украины
Население по переписи 2001 года составляло 1026 человек. Почтовый индекс — 27650. Телефонный код — 522. Код КОАТУУ — 3522586901.

## Известные уроженцы
- Гусев, Иван Фёдорович (1902 — 1991) — советский военачальник, генерал-лейтенант артиллерии.
- Королёв, Николай Яковлевич (1924—2004[источник не указан 2450 дней]) — заслуженный работник профтехобразования СССР, «Отличник образования Украины».